# 6013 Andanike
A 6013 Andanike (ideiglenes jelöléssel 1991 OZ) a Naprendszer kisbolygóövében található aszteroida. Henry Holt fedezte fel 1991. július 18-án.